# Морис Равел
Жозеф-Морис Равел (на френски: Joseph-Maurice Ravel) е френски композитор и пианист от импресионистичния период, известен особено с емоционалността, проницателността, неуловимостта и тоналното богатство на неговата музика. Неговите камерни и клавирни композиции, както и неговите оркестрови творби са неразделна част от концертния репертоар. За изкуството му казват, че напомня айсберг, чиято подводна част е много по-голяма от видимата. На публиката Равел е известен най-вече с оркестровото си произведение „Болеро“, чийто мотив се запечатва в неговото съзнание след посещение на завод.
Равел с баща швейцарец и майка от баскско потекло е считан за най-значителния френски композитор след Клод Дебюси. Той умело комбинира своите умения в оркестрацията с изключително техническо използване на хармонията. Самият той е голям почитател на музиката на Дебюси и трудно може да не бъде повлиян от него.
Морис Равел е роден на 7 март 1875 г. в град Сибур, Франция. От малък проявява музикални наклонности и 14-годишен вече учи в Парижката консерватория пиано при Шарл Берио и композиция при Габриел Форе. Като студент той написва първите си зрели произведения, повлияни от импресионизма на Дебюси.
Запознава се и с Ерик Сати, който след това също оказва значително влияние върху неговото артистично развитие. Впоследствие Равел развива свой собствен стил, който често е описван от критиците като „студен“, „дистанциран“ и „неестествен“. През следващите години той основава някои от най-добрите си произведения върху ориенталските модуси/звукореди, които слуша на изложение в Париж през 1889 г.
През първия период на творчеството си – до Европейската война – създава първата си опера „Испански час“, балета „Дафнис и Хлоя“, Испанска рапсодия и други, а след това – втората си опера „Детето и вълшебствата“, „Болеро“, „Валс“ и др.
Равел живее тих и спокоен живот и никога не заема ръководна длъжност.
Участва като доброволец в Първата световна война, при което е контузен и до смъртта си страда от хронично безсъние.
Посещава САЩ, където изнася концерти и дава уроци по оркестрация на Джордж Гершуин. Повлиява се от джаза.
От своя страна със своето творчество той оказва силно влияние на други композитори, като Мануел де Фая, Бела Барток и др.
Морис Равел умира на 28 декември 1937 г. в Париж.

## По-известни произведения
- „Испански час“ (1907) – опера[4]
- „Дафнис и Хлоя“ (1909-1912) – балет
- „Павана за една покойна инфанта“ (1910) – „Миражите на танца“
- „Болеро“ (1928) – валс